# Bichl

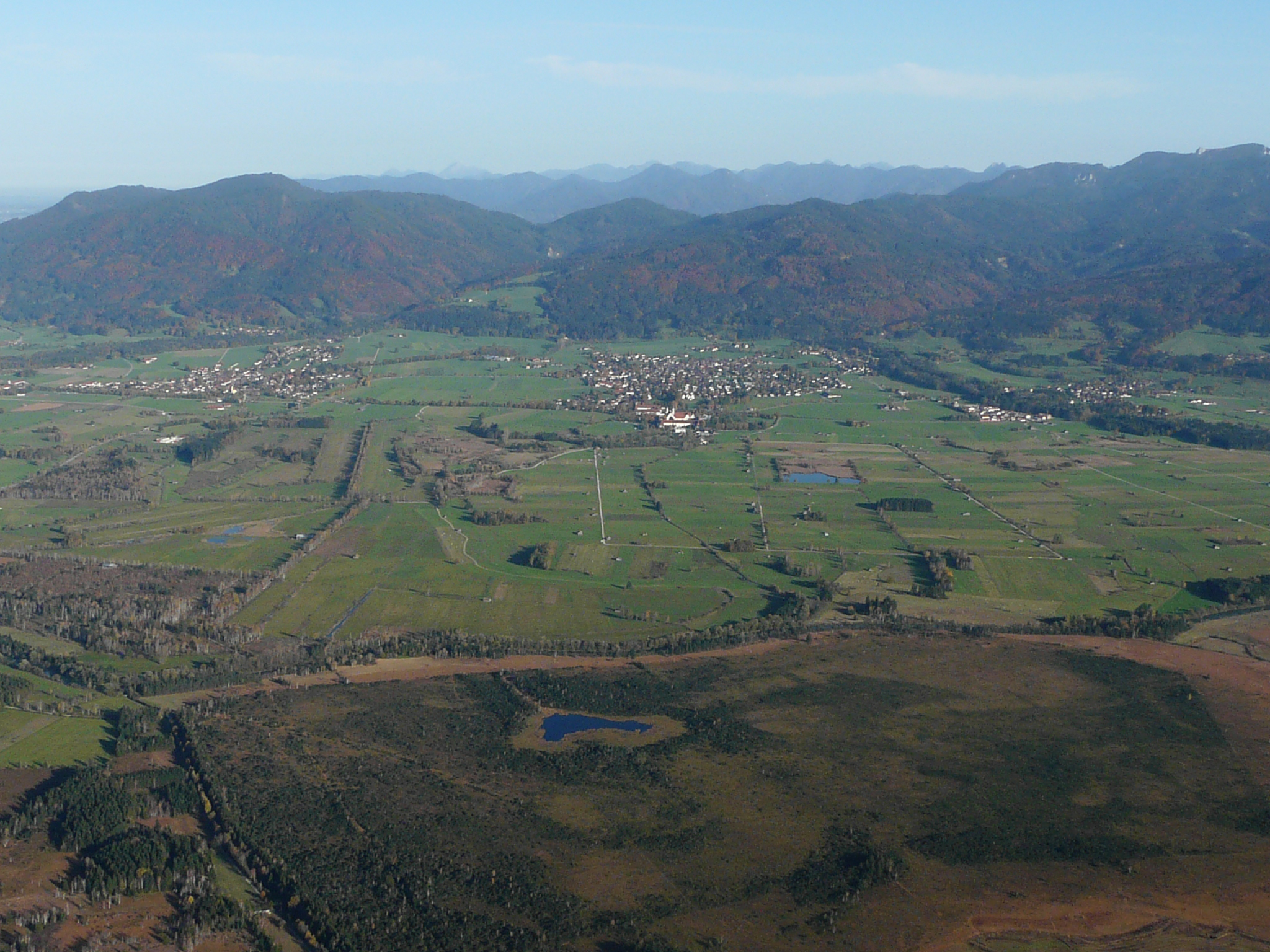
Bichl, Benediktbeuern und Fichtsee von oben

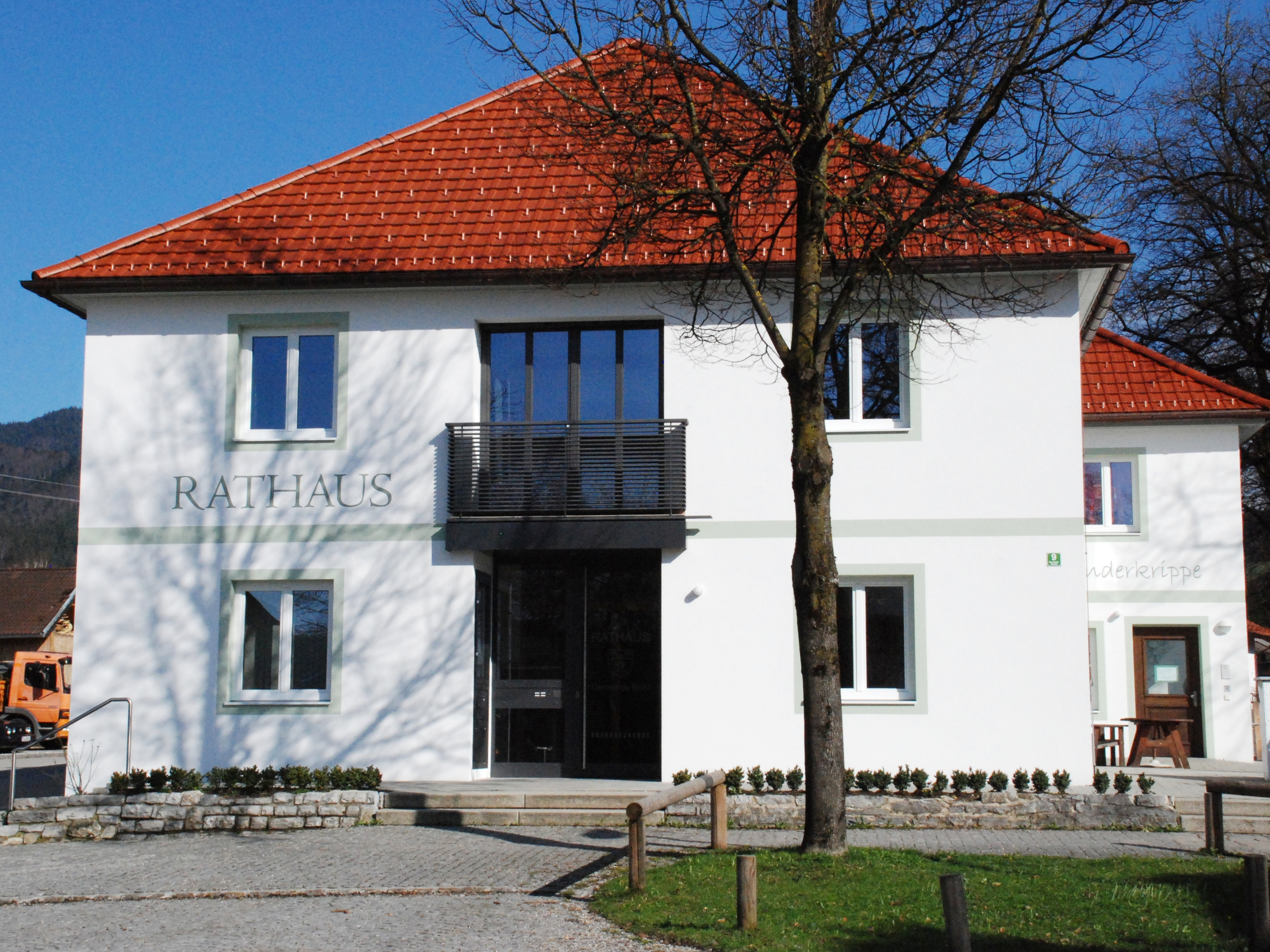
Rathaus von Bichl

Bichl ist eine Gemeinde im oberbayerischen Landkreis Bad Tölz-Wolfratshausen und ein Mitglied der Verwaltungsgemeinschaft Benediktbeuern.

## Geografie
Bichl liegt in der Region Oberland. Es existiert nur die Gemarkung Bichl.
Zur Gemeinde gehören neben dem Kirchdorf Bichl die Gemeindeteile Hofstätt (Weiler) und Schögger am Rain (Einöde).

## Geschichte

### Bis zur Gemeindegründung
1048 wurde der Ort erstmals urkundlich erwähnt. Der Name Bichl bezieht sich auf den Hügel (bairisch: Bühel, vgl. Kitzbühel und viele andere Ortsnamen im bairischen Sprachraum), auf dem die Dorfkirche St. Georg steht (erbaut 1751–1753 von Johann Michael Fischer). Frühere Formen des Ortsnamens sind „Puhil“, „Puhila“ und „Bühel“. Schon früh war Bichl durch einen keltischen Saumpfad, der 1492 zur Römerstraße ausgebaut wurde, bis nach Italien verbunden. Der Ort war Amtssitz und gehörte zum Kloster Benediktbeuern im Kurfürstentum Bayern. 1634 erlagen fast alle Bewohner der Pestepidemie. Viele Höfe waren daraufhin jahrelang unbewohnt. Später entstanden entlang des Dorfbachs mehrere Mühlen, Sägewerke, eine Hammerschmiede sowie Zement- und Ziegelöfen. Das ehemalige Reichsstift Benediktbeuern erlangte 1790 noch einmal den Blutbann, so dass seine Besitzungen Teil einer Herrschaft wurden. 1803 gelangte der Ort endgültig im Zuge der Säkularisation zu Bayern. Im Zuge der Verwaltungsreformen im Königreich Bayern entstand mit dem Gemeindeedikt von 1818 die heutige Gemeinde.

### 19. und 20. Jahrhundert
1898 wurde Bichl an die Kochelseebahn angeschlossen, auch deshalb verlor die Flößerei auf der Loisach ihre vormals große Bedeutung.
Im Jahr 1941 wurden in der Gemeinde Bichl 100 Kriegsgefangene bei der Erweiterung des Bahngeländes und 70 Jüdinnen, die aus dem Ghetto Litzmannstadt in das KZ Dachau überstellt wurden, in der Flachsfabrik der Gemeinde zu Arbeiten gezwungen.
Am 22. Februar 1945 wurde der Bichler Bahnhof Ziel eines Bombenangriffs. Elf alliierte Flugzeuge attackierten nachmittags mit etwa 70 bis 80 Bomben einen Munitionstransport aus Geretsried. Drei Gebäude wurden dabei zerstört, diverse weitere beschädigt. Laut Ortschronist starben 23 Personen, der offizielle Bericht zählt 21 Tote, einen Vermissten sowie sieben Verwundete.

### Verwaltungsgemeinschaft
Die Gemeinde ist seit 1978 Mitglied der Verwaltungsgemeinschaft Benediktbeuern.

### Einwohnerentwicklung
| Jahr | Einwohner |
| ---- | --------- |
| 1840 | 415       |
| 1871 | 436       |
| 1900 | 552       |
| 1925 | 686       |
| 1939 | 868       |
| 1946 | 1347      |
| 1950 | 1327      |
| 1961 | 1296      |
| 1970 | 1370      |
| 1987 | 1544      |
| 1991 | 1649      |
| 1995 | 1840      |
| 2000 | 1958      |
| 2005 | 2073      |
| 2010 | 2141      |
| 2015 | 2187      |

Quelle: Die Einwohnerzahlen der Gemeinden Bayerns in der Zeit von 1840 bis 1952., Die Einwohnerzahlen der Gemeinden Bayerns ... von 1840 bis 1987.

## Politik

### Bürgermeister
Erster Bürgermeister ist Benedikt Pössenbacher (Unabhängige Bichler Bürger). Dieser wurde im Jahr 2008 Nachfolger von Josef Schmid (Freie Wähler). Bis zum Jahr 2002 hatte Franz Pfund (Unabhängige Bichler Bürger) dieses Amt inne.

### Gemeinderat
Sowohl bei der Kommunalwahl 2014 wie bei der Wahl am 15. März 2020 lag nur jeweils ein Wahlvorschlag vor; 2020 umfasste die Liste 24 Bewerber. Die jeweils 14 Bewerber mit den höchsten Stimmenzahlen erhielten die Gemeinderats-Mandate zugeteilt.  Weiteres Mitglied und Vorsitzender des Gemeinderates ist der Bürgermeister.

### Weitere Wahlen
In der folgenden Tabelle sind die Ergebnisse von Bundes-, Landtags- und Europawahlen in Bichl dargestellt.
| Jahr | Wahl           | Wbt. | CSU  | AfD  | Grüne | SPD | FW   | FDP | Linke | BSW | Sonst. |
| ---- | -------------- | ---- | ---- | ---- | ----- | --- | ---- | --- | ----- | --- | ------ |
| 2025 | Bundestagswahl | 89,2 | 37,7 | 16,5 | 16,0  | 9,5 | 5,3  | 5,3 | 4,4   | 2,6 | 2,7    |
| 2024 | Europawahl     | 73,1 | 38,4 | 9,0  | 16,0  | 6,2 | 10,5 | 3,7 | 1,4   | 3,7 | 11,1   |
| 2023 | Landtagswahl   | 81,0 | 34,8 | 10,5 | 18,2  | 5,7 | 20,6 | 3,5 | 1,0   | —   | 5,7    |

### Wappen
| | Blasonierung: „Geteilt von Blau und Silber; oben drei zwei zu eins gestellte goldene Laubkronen, unten auf grünem Bichl (Hügel) ein grüner Laubbaum.“ |
| Wappenbegründung: Die drei Kronen stammen aus dem seit dem 17. Jahrhundert geführten Wappen des Klosters Benediktbeuern, das bis zur Säkularisation 1803 die Gerichts- und Grundherrschaft in der Obmannschaft Bichl innehatte. Bei den drei Kronen handelt es sich wohl um einen Hinweis auf die legendären Stifter des Klosters, drei Brüder aus dem Haus der Huosi. Bichl gehörte zum ältesten Besitz des um 739/40 gegründeten Klosters. Der baumbestandene Hügel bzw. Bichl ergibt ein für den Gemeindenamen redendes Bild. Wappenführung seit 1958. | |

### Gemeindefinanzen
Die Gemeindesteuereinnahmen betrugen im Jahr 2013 1.524.000 Euro, davon waren (netto) 225.000 Euro Gewerbesteuereinnahmen.

## Kultur und Sehenswürdigkeiten

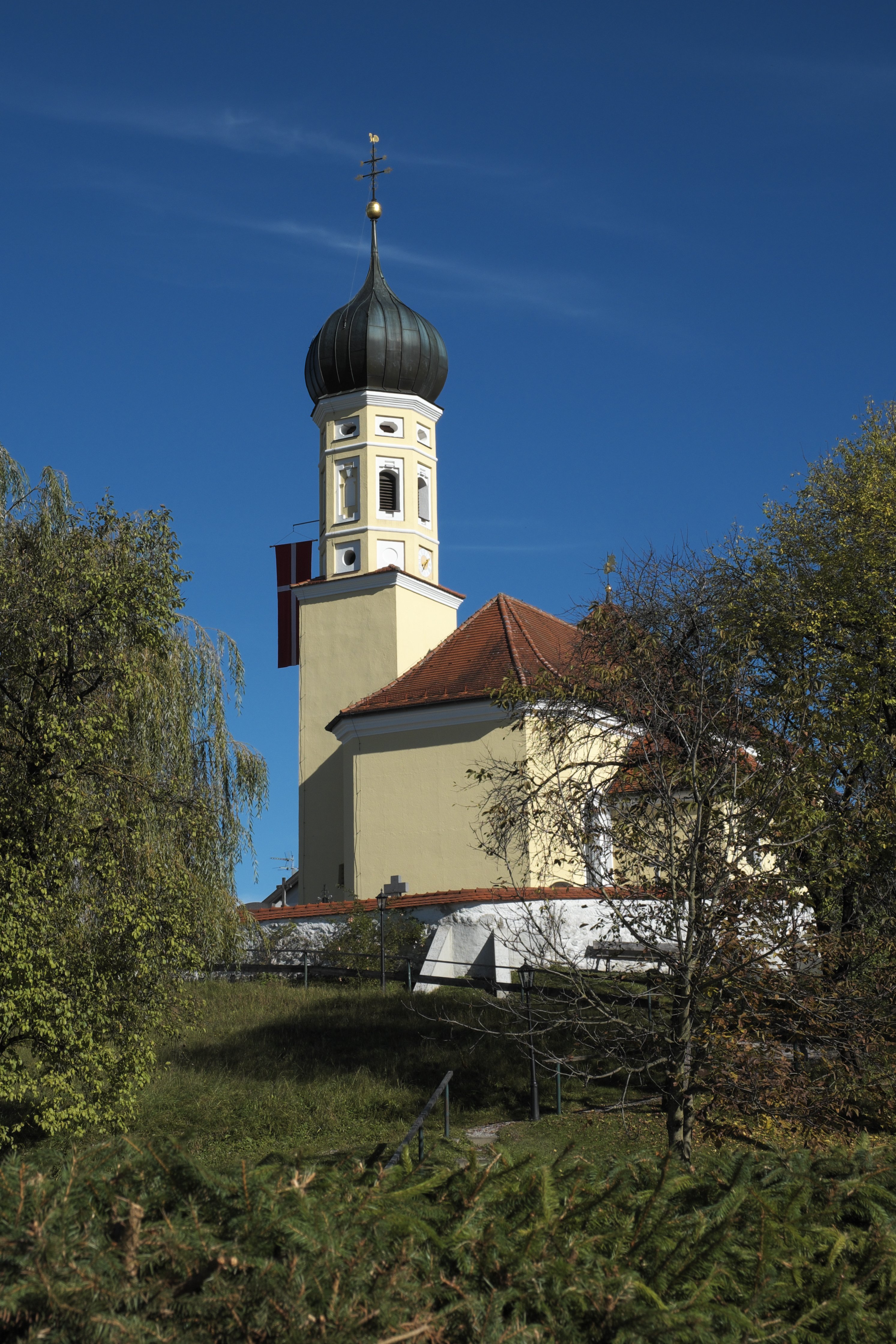
Kuratiekirche St. Georg

### Baudenkmäler

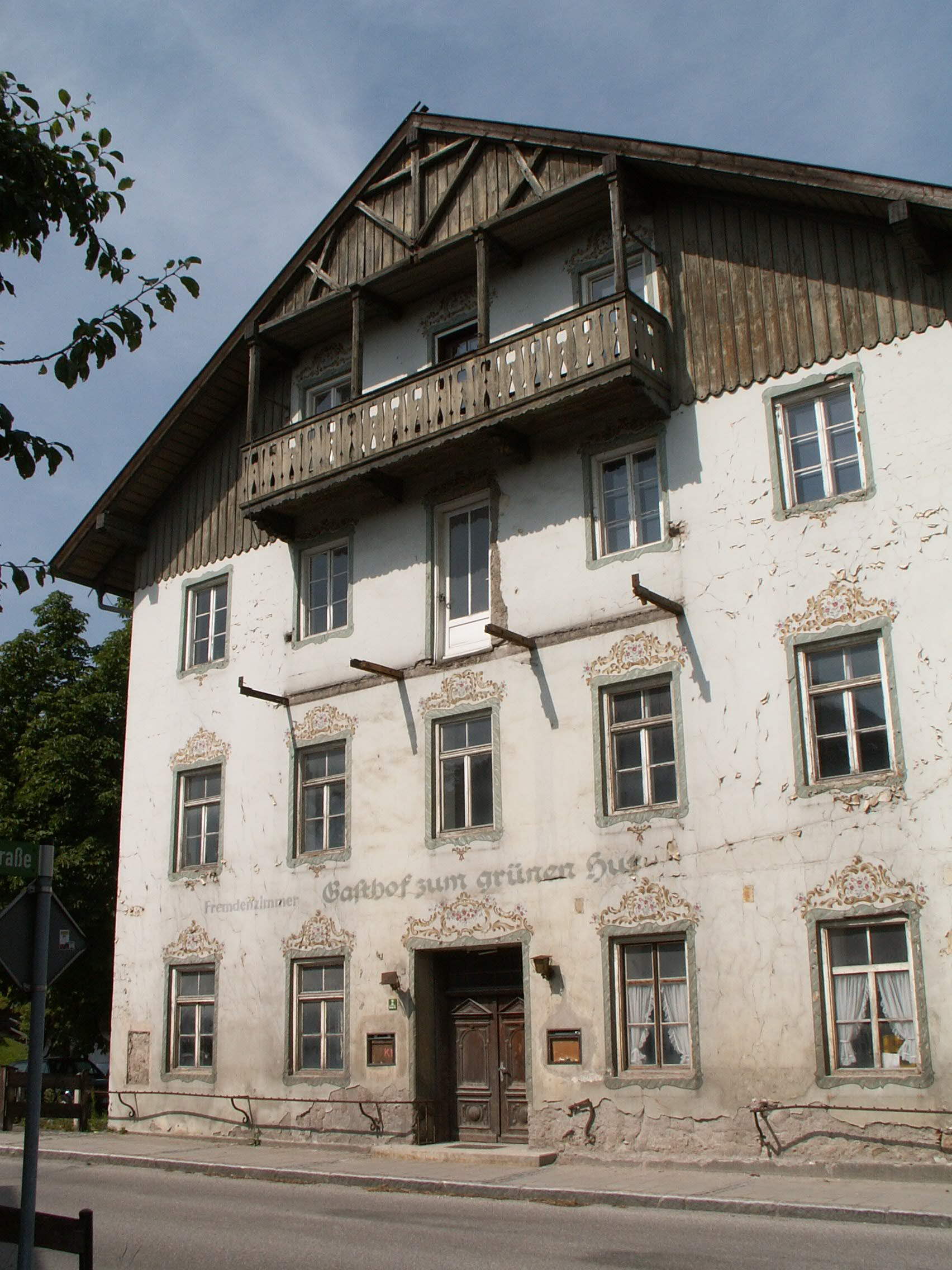
Gasthof zum grünen Hut (2005) – heute Dorfplatz

- Kuratiekirche St. Georg

## Wirtschaft und Infrastruktur

### Wirtschaft einschließlich Land- und Forstwirtschaft
Es gab am 30. Juni 2019 nach der amtlichen Statistik insgesamt 358 sozialversicherungspflichtig Beschäftigte am Arbeitsort. Von der Wohnbevölkerung standen 943 Personen in einer versicherungspflichtigen Tätigkeit. Die Zahl der Auspendler überwog damit um 585 Berufstätige. Die 17 landwirtschaftlichen Betriebe bewirtschafteten eine Fläche von 575 Hektar (Stand 2016).

### Verkehr
Der Bahnhof Bichl liegt an der Kochelseebahn, die Verbindungen nach München ermöglicht, und an der Bundesstraße 11, die von Krün Richtung Norden in die Landeshauptstadt führt.
Von 1898 bis 1959 war Bichl die Endhaltestelle der vom Bahnhof München Süd kommenden Isartalbahn.

### Bildung
Es gibt einen Kindergarten mit Kinderkrippe. Am 1. März 2020 waren von den 111 genehmigten Plätzen 95 belegt, davon 23 mit Kindern unter drei Jahren.

## Persönlichkeiten

### Söhne und Töchter von Bichl
- Johann Benedikt Ettl (1678–1751), Baumeister und Architekt
- Georg Merz (1793–1867), Optiker und Astronom

### Mit Bichl verbunden
- Curt Thesing (1879–1956), Biologe, Autor und Übersetzer, ab 1922 wohnhaft in Bichl, 1946 kurzzeitig Bürgermeister
- Max Hagemann (1883–1968), Präsident des Bundeskriminalamtes, gestorben in Bichl
- Johannes von Guenther (1886–1973), Übersetzer, Verleger und Schriftsteller, 1923–1927 wohnhaft in Bichl
- Willi Löffler (1915–2000), Komponist, Verleger und Dirigent, von 1968 bis zu seinem Tod wohnhaft in Bichl
- Andreas Patrzek (* 1957), Autor und Kommunikationsberater, betreibt in Bichl sein Institut für Gesprächsführung und Fragetechnik